# The Quarry (film 1915)
The Quarry è un cortometraggio muto del 1915.

## Produzione
Il film fu prodotto dalla Selig Polyscope Company.

## Distribuzione
Distribuito dalla General Film Company, il film - un cortometraggio in tre bobine - uscì nelle sale cinematografiche statunitensi il 27 maggio 1915.